# Charkh (huyện)
Charkh là một huyện thuộc tỉnh Lowgar, Afghanistan. Dân số thời điểm năm 1999 là 49,744 người.